# Tournoi de tennis de Iași
Le tournoi de tennis de Iași est un tournoi de tennis des circuits professionnels masculin ATP et féminin WTA se jouant sur terre battue en extérieur.
En 2022, le tournoi féminin rejoint les tournois classés en WTA 125. L'épreuve est placée dans le calendrier féminin sur la période estivale.

## Palmarès dames

### Simple
| No | Date       | Nom et lieu du tournoi    | Catégorie | Dotation  | Surface      | Vainqueure     | Finaliste          | Score           |         |
| -- | ---------- | ------------------------- | --------- | --------- | ------------ | -------------- | ------------------ | --------------- | ------- |
| 1  | 01-08-2022 | BCR Iași Open, Iași       | WTA 125   | 115 000 $ | Terre (ext.) | Ana Bogdan     | Panna Udvardy      | 6-2, 3-6, 6-1   | Tableau |
| 2  | 17-07-2023 | BCR Iași Open, Iași       | WTA 125   | 115 000 $ | Terre (ext.) | Ana Bogdan     | Irina-Camelia Begu | 6-2, 6-3        | Tableau |
| 3  | 21-07-2024 | UniCredit Iași Open, Iași | WTA 250   | 267 082 $ | Terre (ext.) | Mirra Andreeva | Elina Avanesyan    | 5-7, 7-5, 4-0ab | Tableau |

### Double
| No | Date       | Nom et lieu du tournoi   | Catégorie | Dotation  | Surface      | Vainqueures                       | Finalistes                     | Score            |         |
| -- | ---------- | ------------------------ | --------- | --------- | ------------ | --------------------------------- | ------------------------------ | ---------------- | ------- |
| 1  | 01-08-2022 | BCR Iași Open Iași       | WTA 125   | 115 000 $ | Terre (ext.) | Darya Astakhova Andreea Roșca     | Réka Luca Jani Panna Udvardy   | 7-5, 5-7, [10-7] | Tableau |
| 2  | 17-07-2023 | BCR Iași Open Iași       | WTA 125   | 115 000 $ | Terre (ext.) | Veronika Erjavec Dalila Jakupović | Irina Bara Monica Niculescu    | 6-4, 6-4         | Tableau |
| 3  | 21-07-2024 | UniCredit Iași Open Iași | WTA 250   | 267 082 $ | Terre (ext.) | Anna Danilina Irina Khromacheva   | Alexandra Panova Yana Sizikova | 6-4, 6-2         | Tableau |

## Palmarès messieurs

### Simple
| No | Date     | Nom et lieu du tournoi  | Catégorie  | Dotation | Surface      | Vainqueur       | Finaliste       | Score         |  |
| -- | -------- | ----------------------- | ---------- | -------- | ------------ | --------------- | --------------- | ------------- |  |
| 1  | 14-09-20 | Concord Iași Open, Iași | Challenger | 88 520 $ | Terre (ext.) | Carlos Taberner | Mathias Bourgue | 6-4, 7-64     |  |
| 2  | 12-07-21 | Concord Iași Open, Iași | Challenger | 88 520 $ | Terre (ext.) | Zdeněk Kolář    | Hugo Gaston     | 7-5, 4-6, 6-4 |  |

### Double
| No | Date     | Nom et lieu du tournoi  | Catégorie  | Dotation | Surface      | Vainqueurs                        | Finalistes                            | Score    |  |
| -- | -------- | ----------------------- | ---------- | -------- | ------------ | --------------------------------- | ------------------------------------- | -------- |  |
| 1  | 14-09-20 | Concord Iași Open, Iași | Challenger | 88 520 $ | Terre (ext.) | Rafael Matos João Menezes         | Treat Huey Nathaniel Lammons          | 6-2, 6-2 |  |
| 2  | 12-07-21 | Concord Iași Open, Iași | Challenger | 88 520 $ | Terre (ext.) | Orlando Luz Felipe Meligeni Alves | Hernán Casanova Roberto Ortega Olmedo | 6-3, 6-4 |  |